# Donald Evans
Pour les articles homonymes, voir Evans.
Donald Louis Evans, né le 27 juillet 1946 à Houston (Texas), est un homme politique américain. Membre du Parti républicain, il est secrétaire au Commerce entre 2001 et 2005 dans l'administration du président George W. Bush.

## Biographie
Ingénieur, il s'installe en 1975 à Midland, Texas et travaille pour Tom Brown Inc., une compagnie de forage pétrolier basée à Denver, dont il prend en 1985 la direction.
En 1994, il participe activement à la campagne électorale de George W. Bush, candidat au poste de gouverneur du Texas.
En 1995, il est nommé à ses premières fonctions publiques par le gouverneur George W. Bush.
En 2000, il préside la campagne électorale présidentielle de George W. Bush.
De janvier 2001 au 7 février 2005, il est le secrétaire au Commerce de George W. Bush.

## Vie privée
Marié à Susan Marinis, le couple a deux filles et un fils et une petite fille.